# The Black Swan
The Black Swan é um filme estadunidense de 1942, do gênero aventura, dirigido por Henry King e baseado em romace de Rafael Sabatini.

## Sinopse
O famoso pirata Henry Morgan  se torna governador da Jamaica e, para exercer esta função, acaba recebendo a ajuda de seus antigos colegas de embarcação. Porém, um deles, James Waring, acaba se envolvendo com a linda filha do ex-governador.

## Elenco principal
- Tyrone Power .... Jamie Waring
- Maureen O'Hara .... Lady Margaret Denby
- Laird Cregar .... capitão Sir Henry Morgan
- Thomas Mitchell ....  Tom Blue
- George Sanders .... capitão Billy Leech
- Anthony Quinn .... Wogan
- George Zucco .... Lord Denby
- Helene Costello .... Mulher (não-creditada). Foi o último filme da atriz de cinema mudo Helene Costello

## Prêmios e indicações
Oscar 1943 (EUA)
- Venceu na categoria de melhor fotografia colorida.
- Foi indicados nas categorias de melhores efeitos especiais e melhor trilha sonora.

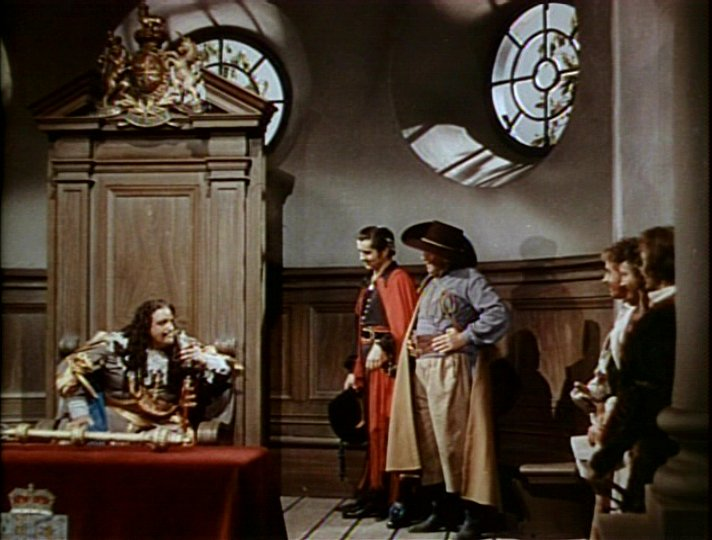